# 10 Hudson Yards
Le 10 Hudson Yards est un gratte-ciel américain de 267,7 mètres, construit en 2016 dans le quartier de Hell's Kitchen à New York. Il appartient au vaste complexe des Hudson Yards dont il est le premier immeuble à être terminé.